# Caciques de Distrito
Los Caciques de Distrito son un equipo de béisbol profesional de Venezuela con sede en Caracas, Distrito Capital. Compiten en la Liga Mayor de Béisbol Profesional (LMBP) y disputan sus partidos como locales en el Estadio Universitario de Caracas.

## Historia
La Liga Mayor de Béisbol Profesional anunció el 10 de enero de 2022 que la liga se expandiría, y su presidente César Collins les dio la bienvenida a las dos nuevas franquicias: la primera, Caciques de Distrito y, la segunda, Relámpagos del Zulia, la cual no llegó a debutar por problemas logísticos y anunció que esperaría a que la LMBP le permita jugar en Maracaibo en un futuro; de esta forma, el cupo lo obtuvo el nuevo equipo Centauros de La Guaira.

### Primera temporada
El domingo 16 de enero de 2022 se realizó el draft.Posteriormente, el equipo anunció a Luis Ugueto como su mánager quien fuera campeón de la LVBP con Cardenales de Lara en la temporada 2019-2020, será el estratega de Caciques del Distrito en la Liga de Verano, que tendrá su segunda campaña a partir del mes de mayo.
Los Caciques lograron 20 victorias y 22 derrotas en 42 juegos, ubicándose en la 6.ª casilla con un promedio de .476 a 2 juegos del 4.º lugar ocupado por Líderes de Miranda siendo un debut respetable para ser su primera temporada en la Liga mientras que el otro debutante Centauros de La Guaira tuvo un desastroso debut al ubicarse en la última posición al conseguir solo 10 victorias.

### Segunda temporada
Para la temporada 2023 se reforzaron con nuevos jugadores y Luis Sojo asumió como mánager, buscando mejorar el desempeño del equipo, aunque terminaron con un récord de 19 victorias y 21 derrotas, quedando nuevamente fuera de la postemporada. 

### Tercera temporada
En la temporada 2024, Robert Pérez fue nombrado como nuevo mánager, tras su éxito con Marineros de Carabobo en 2023. Terminaron la temporada con un récord de 19 victorias y 21 derrotas, ubicándose en la 6.ª casilla de la tabla, fuera de la postemporada. 

## Símbolos
El equipo usó como símbolo un indígena con un rostro furioso que representa a un cacique; el origen del nombre recae en los pueblos originarios que habitaban el Valle de Caracas antes de la llegada de los españoles. Además, adoptaron los colores naranja y gris en su uniforme.